# Baphuon
El Baphuon (Jemer: ប្រាសាទបាពួន) es un antiguo templo de montaña, construido por el Imperio jemer en la antigua ciudad de Angkor Thom, en la región de Angkor, en la actual Camboya. Fue declarado, junto al resto del conjunto de Angkor, Patrimonio de la Humanidad por la Unesco en el año 1992.
Se encuentra en Angkor Thom, al noroeste del templo de Bayón. Se compone de un inmenso templo de montaña de forma piramidal con cinco plantas y unos 25 metros de alto, que representa el Monte Meru y estaba dedicado al dios hindú Shiva. Su origen data de mediados del siglo XI, bajo el mandato del rey Udayadityavarman II. Es un arquetipo del estilo Baphuon. El templo se encuentra junto al recinto sur del palacio real y tiene una base 120 metros de este a oeste y 100 metros de norte a sur.
Su aspecto ya impresionó a Zhou Daguan, diplomático del emperador chino Chou Ta-kuan, durante la visita que realizó entre 1296-1297 a esta región, en la que dijo que era 'la torre de bronce ... un espectáculo realmente sorprendente, con más de diez cámaras en su base." El templo tuvo una primera época de carácter hindú, que se puede ver especialmente en los bajorrelieves inspirados por el Ramyana, y una segunda época budista, a partir de la construcción a finales del siglo XV de una estatua de Buda reclinado de 9 metros de altura por 70 metros de largo en el segundo nivel del lado oeste, que probablemente requirió la demolición de una torre de 8 metros por encima, lo que explica su ausencia actual. El templo se construyó en un terreno lleno de arena, y debido a su inmenso tamaño la construcción se hizo inestable a lo largo de su historia. Varias partes se habrían derrumbado ya cuando se añadió la estatua de Buda.
A principios del siglo XX, gran parte del templo se derrumbó y los esfuerzos de restauración se han demostrado desde entonces problemáticos: un primer esfuerzo proyecto iniciado en 1960 fue interrumpida por la llegada al poder de los jemeres rojos, y los registros de las posiciones de las piedras se perdieron. Se inició una segunda iniciativa en 1995 dirigida por un equipo de arqueólogos franceses. En abril de 2011, después de 51 años, los arqueólogos terminaron la restauración del templo que ha logrado la estabilización de los inmensos cimientos de este monumento. El rey Norodom Sihamoni de Camboya y el primer ministro de Francia, Francois Fillon, estuvieron entre los primeros que visitaron el templo restaurado durante la ceremonia de inauguración el 3 de julio de 2011.

## Galería

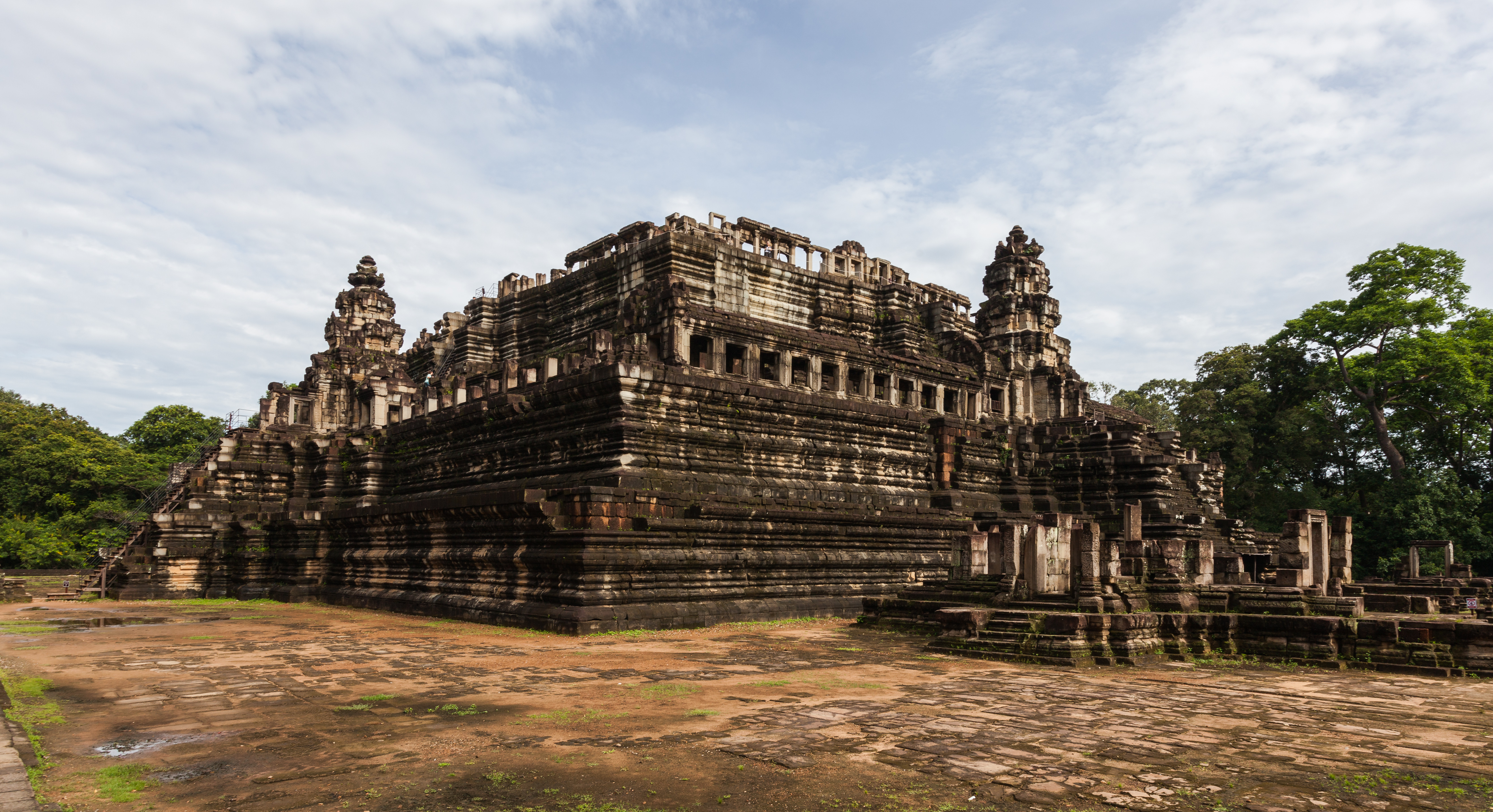
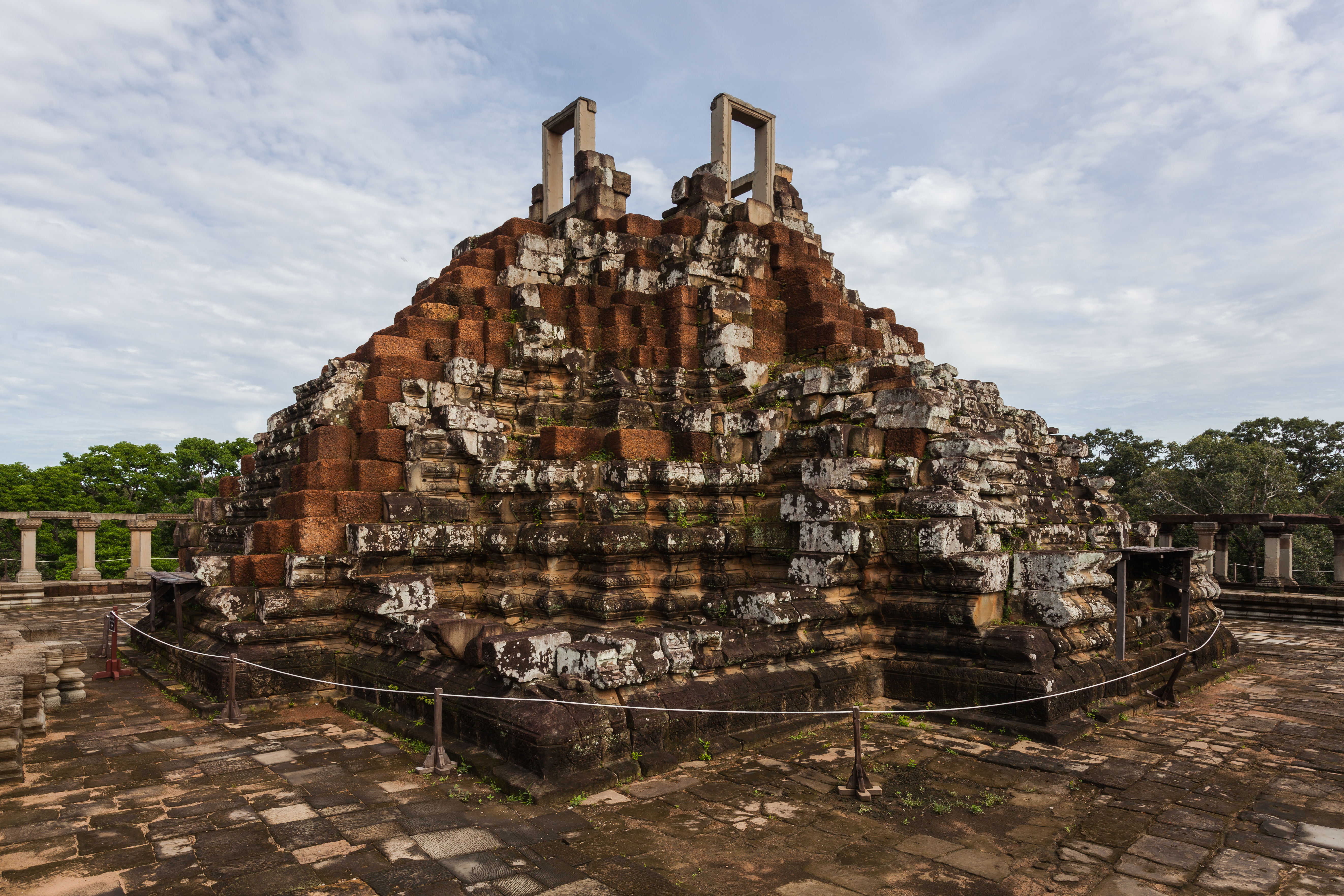
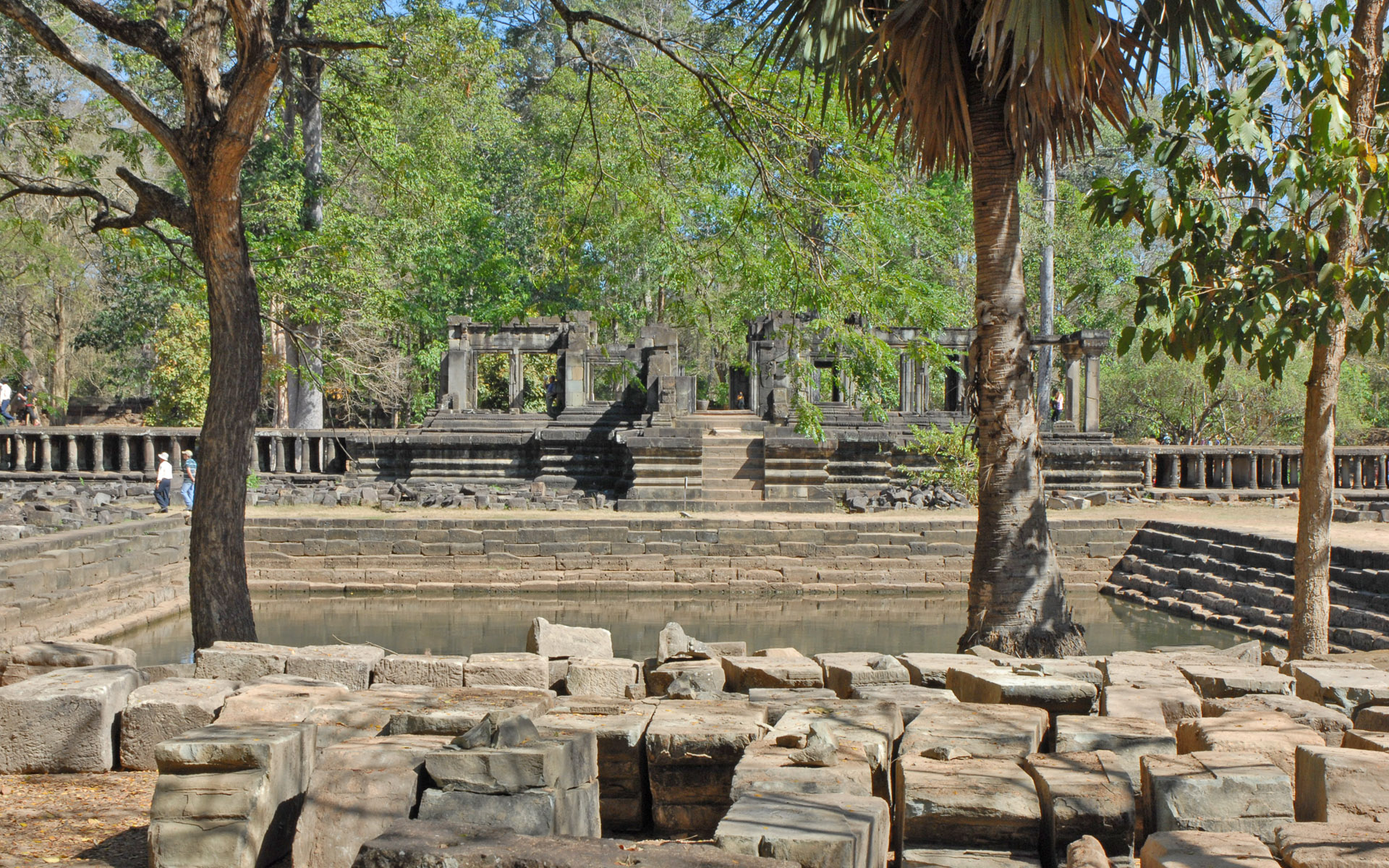
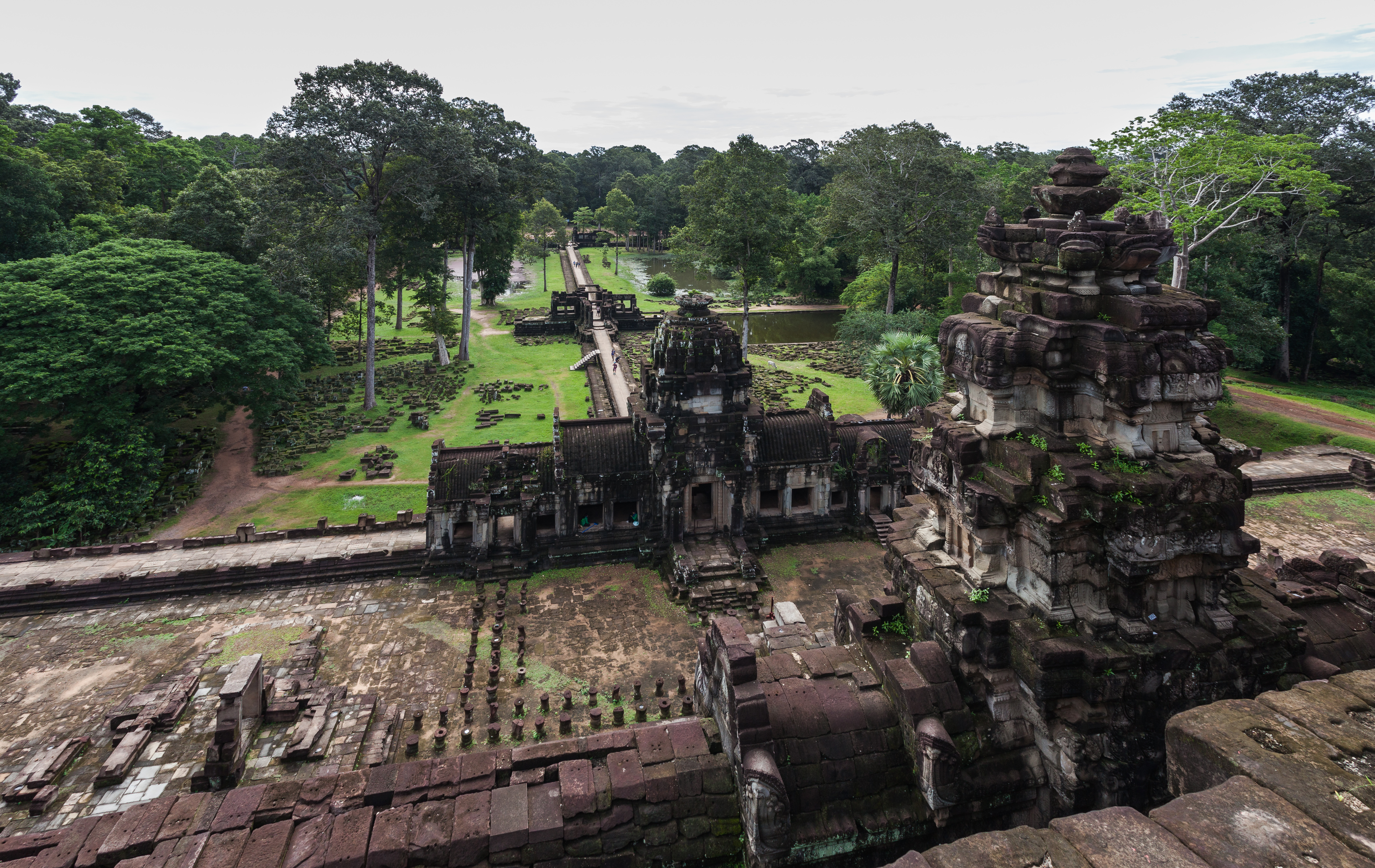
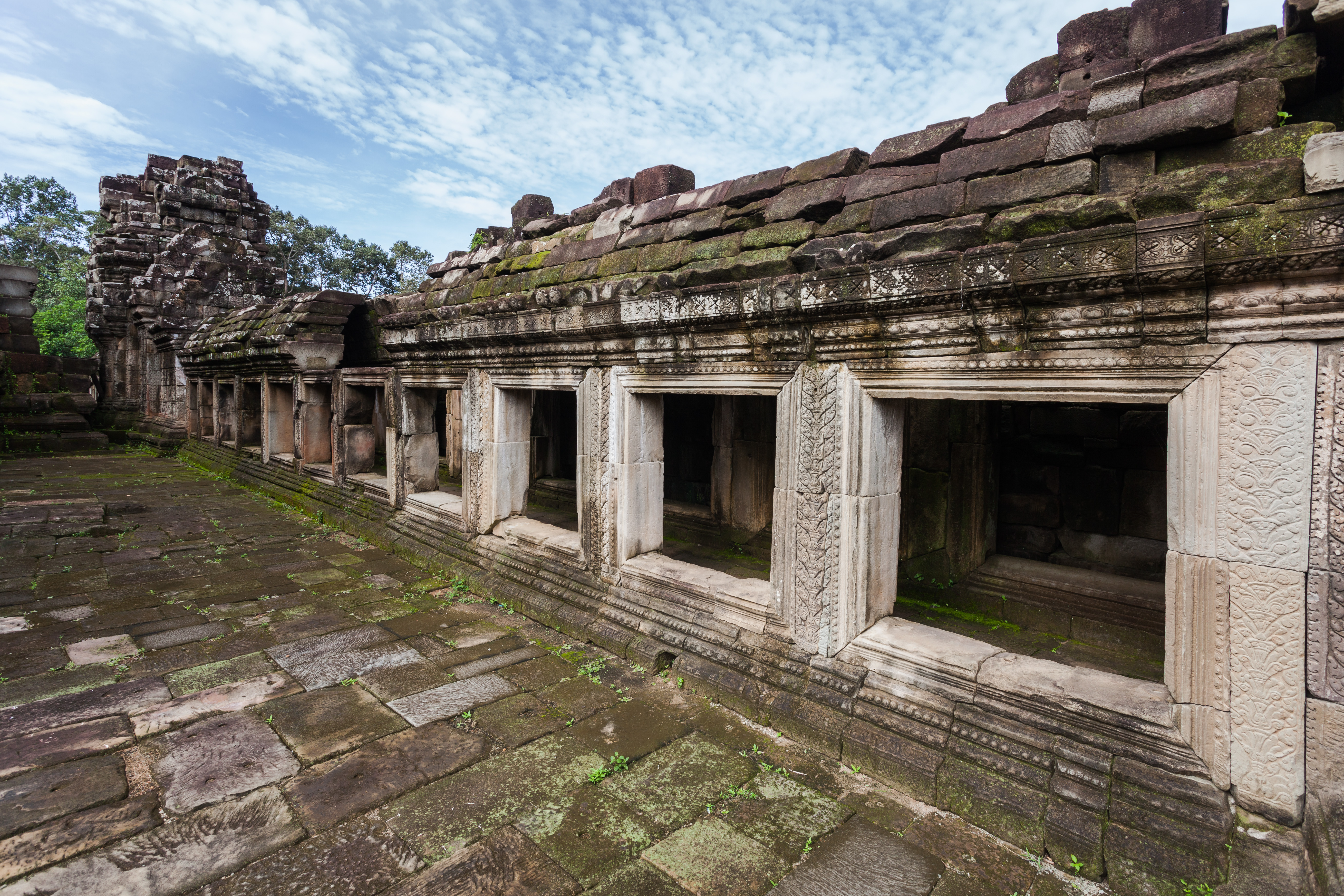
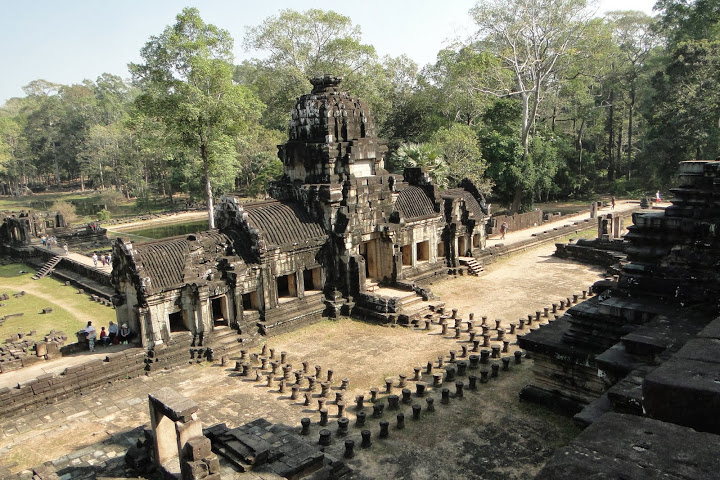